# Libanon i olympiska sommarspelen 1976
Libanon deltog i de olympiska sommarspelen 1976 med en trupp bestående av 3 deltagare. Ingen av landets deltagare erövrade någon medalj.

## Friidrott
Herrarnas längdhopp
- Ghassan Faddoul
  - Kval — NM (→ gick inte vidare)